# Alataspora merluccii
Alataspora merluccii is een microscopische parasiet uit de familie Alatasporidae. Alataspora merluccii werd in 1995 beschreven door Kalavati, Longshaw & Mackenzie. 